# Xasthur
A Xasthur (ejtsd: (/ˈzæstər/, zesztör) amerikai black metal együttes. Egyszemélyes projektként indultak, mára viszont háromtagúra nőttek.

## Története
A zenekar 1995-ben alakult a kaliforniai Alhambrában. Scott "Malefic" Conner alapította. A név a "Hastur" és a "Xenaoth" nevű fiktív lények nevének keresztezése. Conner helyi death metal együttesekben játszott, ekkor alakult meg a Xasthur. Első nagylemezük 2002-ben került piacra. Számtalan zenekarral készítettek split lemezeket pályafutásuk alatt (első kiadványuk is egy split lemez volt 1999-ben). Stílusuk is változott az évek alatt: 1995-től 2010-ig a black metal illetve dark ambient műfajokban szerepeltek, 2015 óta viszont inkább a neofolk műfajt űzik, akusztikus zenével párosítva. Rendkívül szomorú és lehangoló hangulatú zenéjük miatt a rajongók a "DSBM" ("depressive suicidal black metal") műfajba sorolják őket.
Scott a Burzum és a Graveland zenekarokat tette meg fő hatásaként, a Burzum példáját követve volt egyszemélyes együttes a Xasthur.

## Tagok
- Scott "Malefic" Conner - ének, hangszerek (1996-)
- Christopher Hernandez - gitár, ének (2014-)
- Rachel Roomian - akusztikus basszusgitár (2016-)

## Korábbi tagok
- Mike Pardi - dobok, éneklés az első split lemezükön
- Khaija Ausar - billentyűk
- Mark Hunter - ének
- Marissa Nadler - ének
- Ronald Armand Andruchuk - dobok
- Robert Nesslin - ének

Ezek a zenészek csak egy albumon szerepeltek.

## Diszkográfia
- Nocturnal Poisoning (2002)
- The Funeral of Being (2003)
- Telepathic with the Deceased (2004)
- To Violate the Oblivious (2004)
- Subliminal Genocide (2006)
- Defective Epitaph (2007)
- All Reflections Drained (2009)
- Portal of Sorrow (2010)
- Other Worlds of the Mind (2012)
- Subject to Change (2016)
- Victims of the Times (2021)